# 日本女子大学附属豊明幼稚園
日本女子大学附属豊明幼稚園（にほんじょしだいがくふぞくほうめいようちえん）は、東京都文京区にある私立幼稚園である。
1906年（明治39年）、成瀬仁蔵により日本女子大学の併設園として設立された。園名は、森村市左衛門による寄付を記念して、森村豊明会の名からとられている。
日本女子大学の教育課程では唯一の完全共学システムをとっている。
園歌として「豊明幼稚園の歌」（作詞:全園児、作曲:水野ゆみ）、「成瀬先生　誕生日の歌」（作詞:細矢静子、作曲:一宮道子）がある。現在の園長は、黒瀬優子。

## 著名な卒業生
- 木村好珠（精神科医、産業医、スポーツメンタルアドバイザー、健康スポーツ医、『このみ こころとからだクリニック』院長。元タレント、「準ミス日本」受賞、日テレジェニックメンバー）
- 大石静（脚本家）
- 君島十和子（タレント）
- 愛原実花（女優）
- 坂東香菜子（将棋女流棋士）